# Polder Morsebel
Polder Morsebel (Morsebelpolder) is een polder en voormalig waterschap in de gemeente Oegstgeest, in de Nederlandse provincie Zuid-Holland. De polder was een afsplitsing van de Voorhofpolder.
Het waterschap was verantwoordelijk voor de vervening, drooglegging en later de waterhuishouding in de polder.